# Травневое (Киевская область)
Травневое (укр. Травневе) — село, входящее в Переяслав-Хмельницкий район Киевской области Украины.
Население по переписи 2001 года составляло 48 человек. Почтовый индекс — 08450. Телефонный код — 4567. Занимает площадь 0,41 км².

## Местный совет
08450, Киевская обл., Переяславль-Хмельницкий р-н, с. Малая Каратуль, ул. Переяславская,12